# Sororodon
Sororodon is een geslacht van uitgestorven zoogdieren uit de familie Paroxyclaenidae dat tijdens het Eoceen in Europa leefde. De typesoort is Sororodon tresvauxae.

## Fossiele vondsten
Fossielen van Sororodon zijn gevonden in Frankrijk in Mutigny, Avenay en Condé-en-Brie. De vondsten dateren uit Vroeg-Eoceen met een ouderdom van 51 tot 53 miljoen jaar (European land mammal age Neustrian).

## Kenmerken
Vermoedelijk was Sororodon een frugivoor. Het lichaamsgewicht wordt geschat op circa 1 kilogram.